# Сфуф
Сфуф (арапски: صفوف, ṣufūf, у преводу: „редови“) је либански колач од бадема и гриза који се служи за рођендане, породична окупљања и верске празнике. Прави се од гриз брашна са укусом куркуме, шећера, сусамове пасте, аниса и борових орашчића, а нараста уз помоћ прашка за пециво.